# Lühe (Elba)
|  | No s'ha de confondre amb Luhe. |

El Lühe (en baix alemany Lüh) és un riu d'Alemanya que neix a Horneburg a l'estat de Baixa Saxònia, de la confluència de l'Aue i del Landwettern al pas del geest al maresme. Desemboca a l'Elba a l'Alte Land entre els barris de Borstel i Grünendeich. És navegable per a embarcacions de la classe I. El seu paper per a la navegació comercial va desaparèixer vers la fi dels anys 1960, però el riu és estimat per als navegants esportius. És sotmés al moviment de la marea. Rega d'amunt cap avall els municipis de Horneburg, Neuenkirchen, Guderhandviertel, Steinkirchen, Grünendeich/Borstel.
Dos quilòmetres de la seva desembocadura terra endins es va construir el 1940 una resclosa antimarejada que protegeix el maresme de les marejades ciclòniques. Després de les inundadions del 1962, es va construir una nova resclosa més alta el 1968, tot just a la desembocadura. El 1982 es va estrenar un nous pont llevadís que va reemplaçar l'antic pont lliscant.
Fins a mitjan segle XX hi havia una important flota d'embarcacions anomenades Lühe-Jolle, el 1830 n'hi havia unes 175. Eren petits velersd'uns deu mètres que només tenien espai per una tripulació de dues persones. Tot i això feien grans trajectes i transportaven fruta cap a Anglaterra, Escòcia, Talinn i Sant-Petersburg, al retorn portaven fusta i blat. Un dels darreres exemplar s'exposa al museu d'Horneburg.

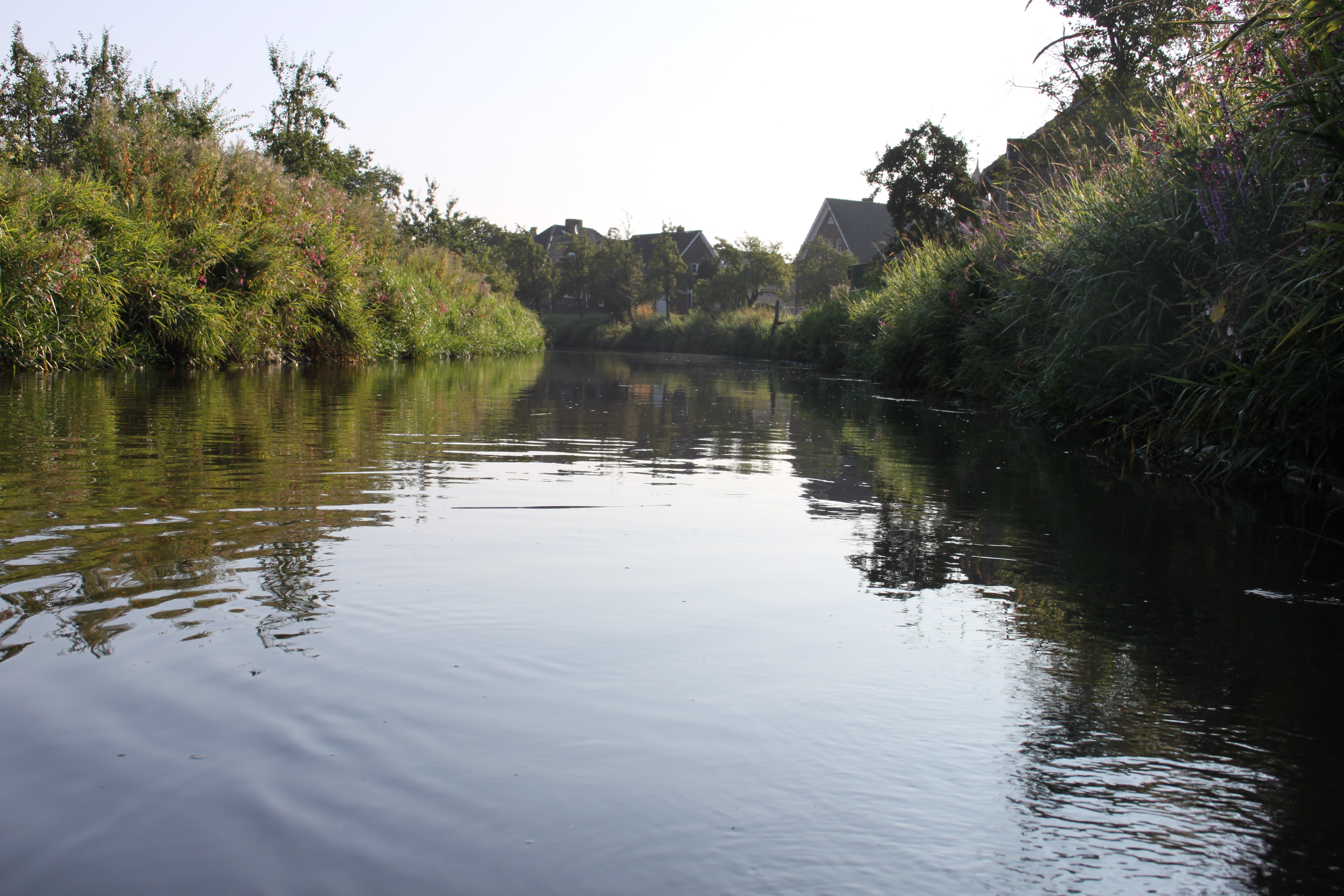
El riu a Neuenkirchen
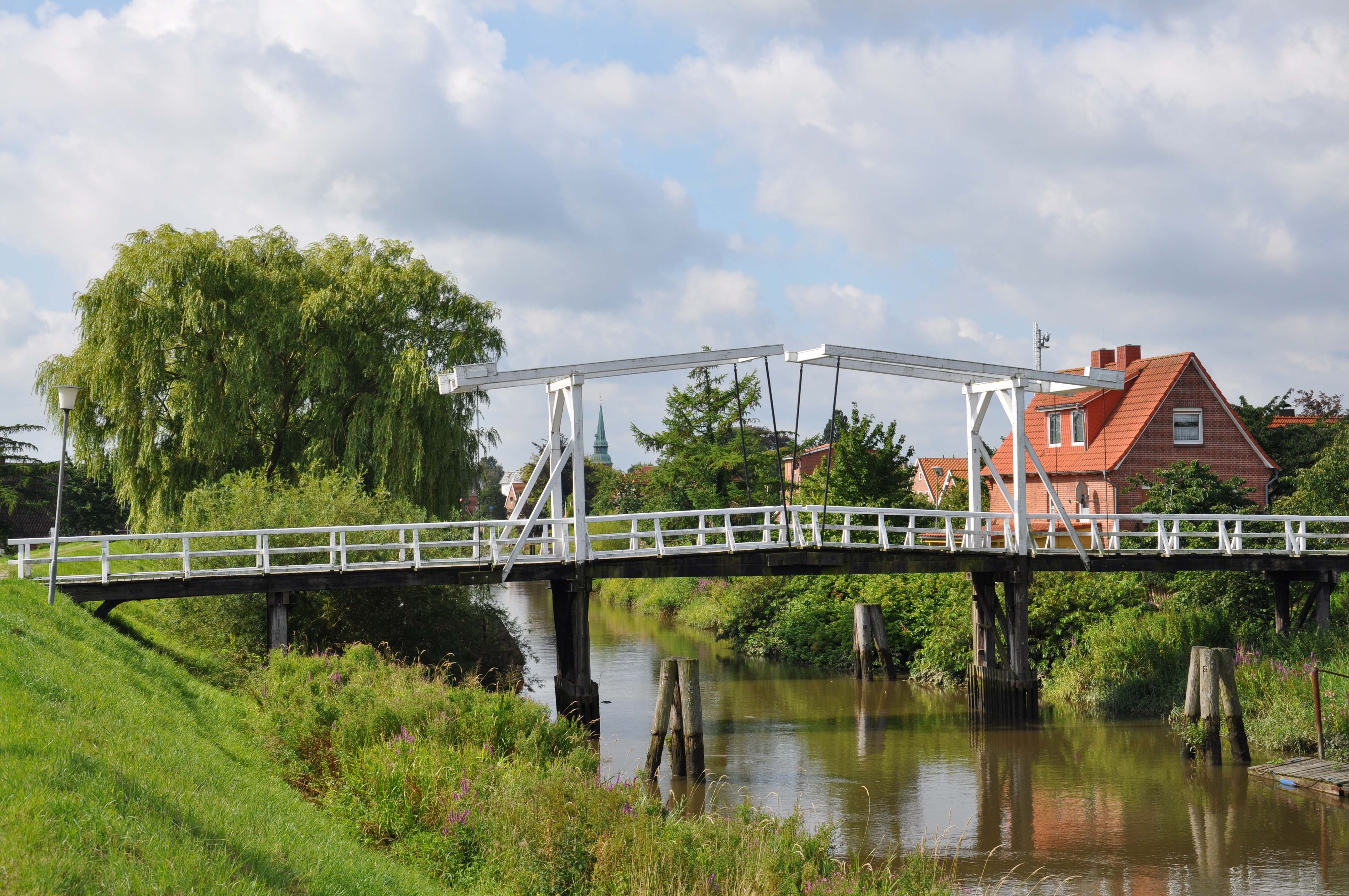
El pont Hogendiekbrück a Steinkirchen
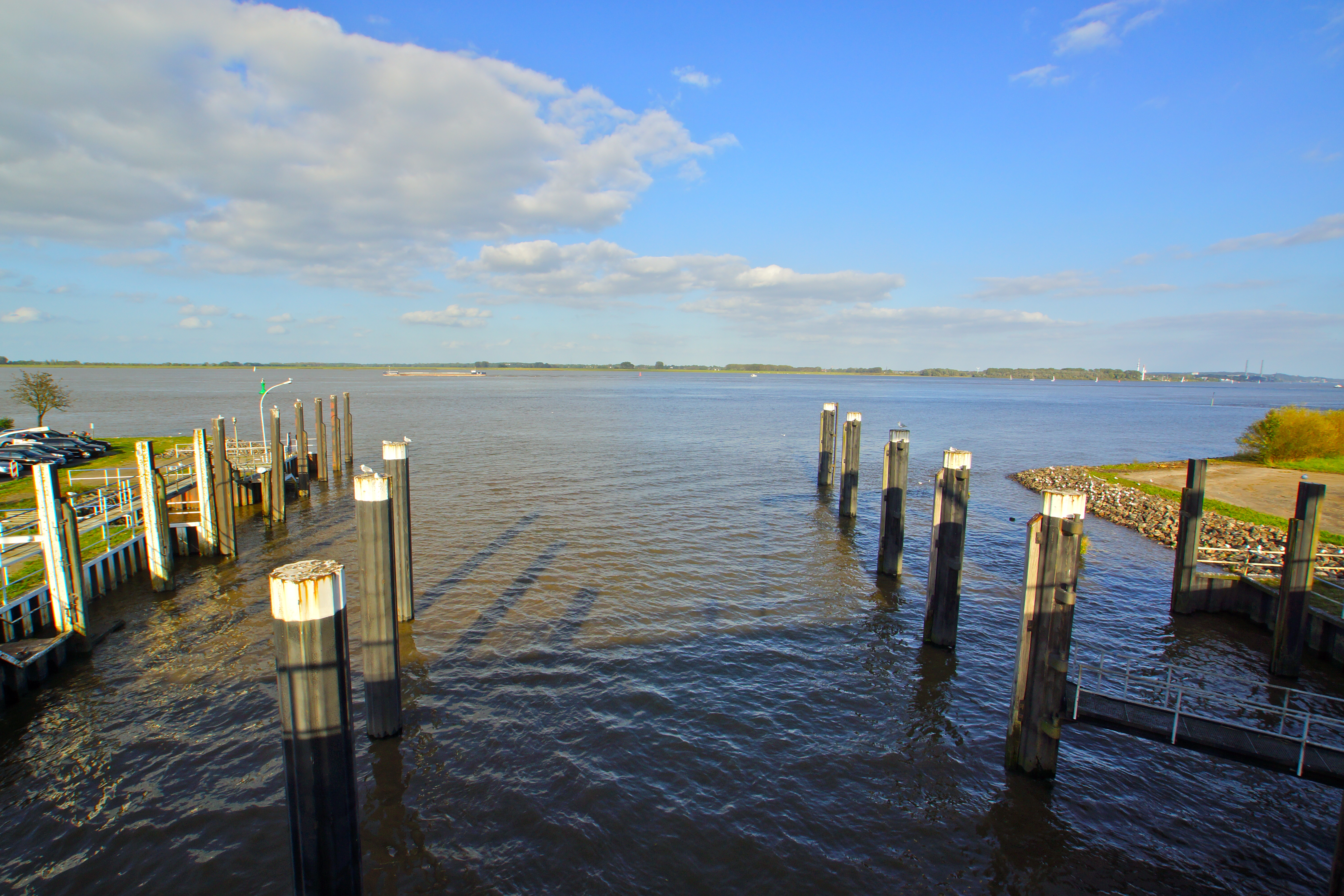
Desembocadura

## Afluents
- Hohenfelder Wettern[4]
- Hohenfelder Schöpfwerkskanal
- Neuenkirchener Schöpfwerkskanal
- Horneburg-Dollerner-Moorwettern/Kanal
- Landwettern
  - Ströhgraben
    - Mühlenbach
    - Ilsbach
- Vordermühlen-Beck
- Lahmsbeck
- Hummelbeck
- Steinbek
  - Rutenbeck
  - Griemsbach
- Apenser Hauptgraben
- Issendorfer Graben
- Rellerbach
- Rehrfeldgraben
- Tiefenbach
- Susbeeck
- Hollenbeeke
  - Riesbrockgraben
- Jitthopgraben
- Riesenbrockgraben
- Doosthofgraben
- Kakerbecker Bach
- Wohlerster Bach
- Ottendorfer Abzugsgraben
- Brakengraben
  - Ahlerstedter Mühlengraben